# Injection des arbres

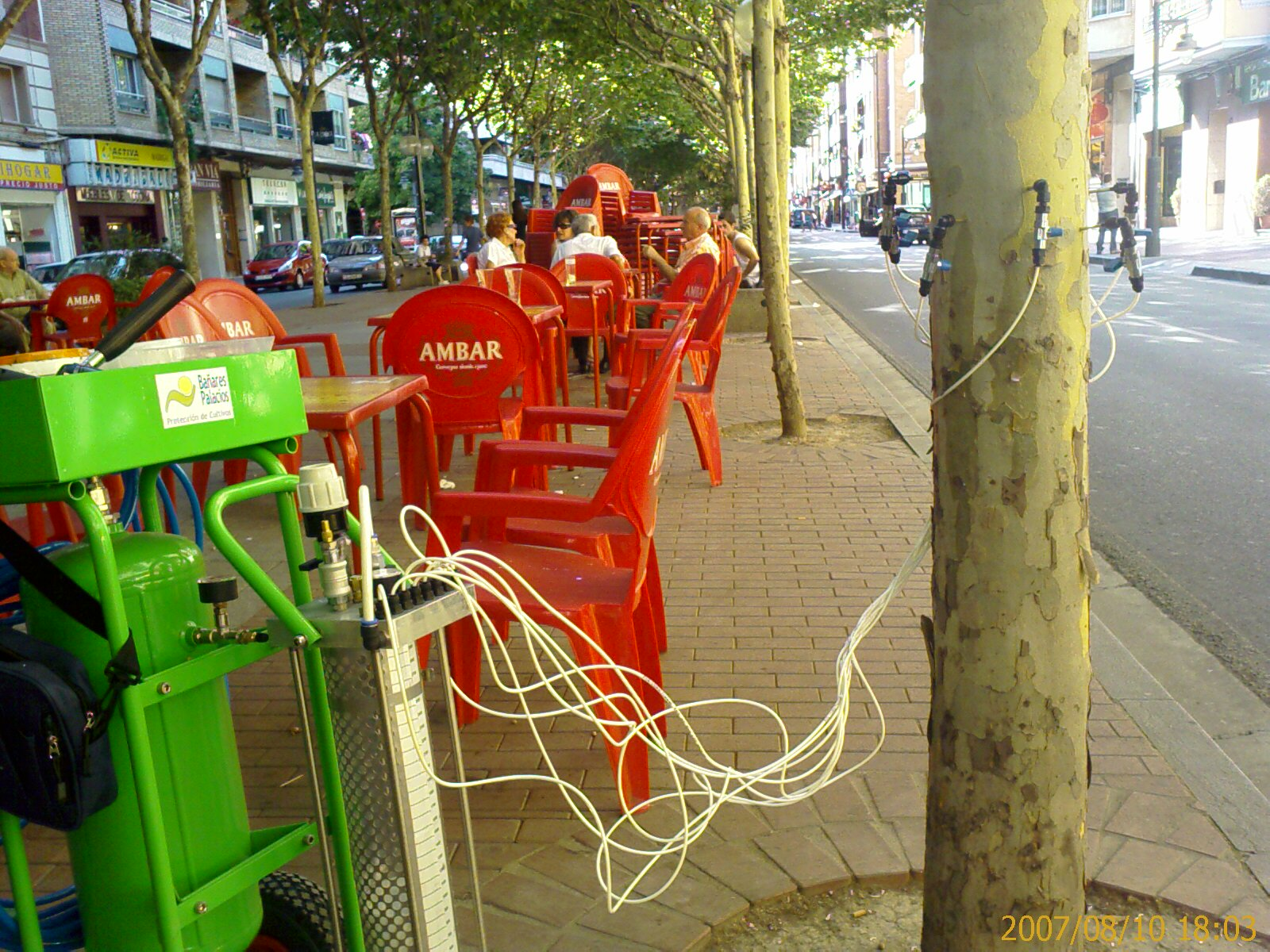
Endothérapie

L'injection dans le tronc ou injection des arbres, parfois appelée « endothérapie végétale », est une technique agricole qui consiste à traiter les arbres pour lutter contre des bioagresseurs (agents pathogènes, ravageurs) ou pour corriger des déficiences nutritionnelles en injectant directement dans le tronc des substances chimiques. Celles-ci peuvent être des produits phytosanitaires (fongicides, insecticides, éventuellement antibiotiques),,,
des activateurs de résistance des plantes 
ou des fertilisants,
Ce traitement systémique est injecté dans le tissu vasculaire (xylème) des arbres, permettant une application précise et une diffusion rapide dans les tissus végétaux.
La pratique tend à se développer du fait des progrès obtenus dans l'efficacité des dispositifs d'injection et des formulations de pesticides et biopesticides  et d'éléments nutritifs injectables et mobiles dans le xylème.
De plus, les arrivées d'insectes nuisibles et de maladies envahissantes, survenant et se propageant rapidement, incitent à l'utilisation de l'injection comme technique de protection efficace en foresterie urbaine et paysagère. C'est le cas par exemple d'un scolyte du genre Euwallacea, vecteur symbiotique d'un champignon phytopathogène, Fusarium euwallaceae qui s'est implanté depuis peu (début des années 2010) en Californie et en Israël, ou de la mort subite du chêne (SOD) causée par un oomycète, Phytophthora ramorum, signalée en Californie et dans l'Oregon depuis le milieu des années 1990.

## Méthodes d'application
Cette méthode repose en grande partie sur l'exploitation du système vasculaire de l'arbre pour diffuser de façon systémique les substances actives dans le bois, dans le houppier et dans les racines, c'est-à-dire là où la protection ou la correction nutritionnelle sont requises.
L'injection des arbres est employée notamment pour maîtriser des insectes nuisibles,,
des agents phytopathogènes, 
ou des nématodes,, dans les traitements d'arbres ornementaux.
Cette technique a été mise au point principalement pour une utilisation sur des arbres de grande taille, dans des zones urbaines ou à proximité, c'est-à-dire là où les applications par pulvérisation au sol ou en l'air sont soit impraticables du fait de pertes importantes de pesticides entraînés par des phénomènes de dérive, soit interdites en raison du risque d'exposition des populations humaines. Cependant, le principal moteur de l'utilisation de l'injection des arbres a été la nécessité fréquente de lutter contre de nombreux agents pathogènes et insectes ravageurs des arbres.
Pour optimiser l'efficacité des substances injectées dans des arbres et les ceps de vigne, des considérations importantes sont l'anatomie végétale,
les conditions climatiques et pédologiques,
les processus physiologiques des arbres, la distribution spatiale et temporelle de la substance injectée 
et les propriétés chimiques de la substance injectée et de la formulation.
Les traitements par injection sont généralement plus efficaces s'ils sont effectués au début du printemps à l'époque du  débourrement.
Cependant, dans certains cas particulier, des règles particulières doivent être respectées. Ainsi dans certains traitements à l'aide d'insecticides potentiellement toxiques pour les insectes pollinisateurs, l'injection devra se faire obligatoirement après la floraison pour éviter toute contamination du pollen ou du nectar.
Il est préférable d'éviter les périodes chaudes de temps sec et venteux et de vérifier que les arbres traités ont été bien arrosés pendant plusieurs jours avant le traitement par injection et plusieurs semaines après.

## Avantages et inconvénients
Les principaux avantages de cette technique de traitement des arbres sont les suivants :
- la persistance prolongée d'action du traitement, ce qui dans de nombreux cas permet d'espacer les interventions ; une injection annuelle ou pluriannuelle pouvant remplacer plusieurs pulvérisations,

- la réduction des doses appliquées,

- une moindre dispersion des substances actives dans le milieu environnant, donc impact environnemental réduit,

- la possibilité de traiter des arbres de grande hauteur, peu accessibles aux techniques habituelles de pulvérisation.

Les inconvénients sont notamment :
- des coûts d'application plus élevés que ceux des méthodes traditionnelles,

- des effets négatifs éventuels consécutifs aux blessures causées aux points d'injection qui peuvent favoriser l'entrée d'agents phytopathogènes et léser les barrières de défense de la plante, en particulier chez les sujets portant des infections débutantes,

- une moindre efficacité chez les arbres atteints de maladies touchant le système vasculaire (comme les fusarioses) qui bloquent le transit de la sève brute vers le sommet de l'arbre et se manifestent souvent par des symptômes de dépérissement terminal.

L'injection dans le tronc pour la protection des arbres est considérée comme une technique alternative d'application des pesticides plus sûre pour l'environnement puisque le composé chimique est délivré dans les tissus de  l'arbre, permettant ainsi une exposition ciblée des organismes nuisibles des végétaux.
Dans les parcs paysagers et les zones urbaines, l'injection dans le tronc réduit considérablement l'exposition d'éléments non ciblés par les traitements phytosanitaires ou fertilisants, qu'il s'agisse de l'eau, du sol, de l'air et de la faune sauvage.

## Exemples de cas d'application
Les exemples les plus célèbres en Amérique du Nord sont ceux du champignon responsable de la maladie hollandaise de l'orme (Ophiostoma ulmi) 
et d'un insecte, l'agrile du frêne (Agrilus planipennis) qui ont des biologies spécifiques conduisant à des lésions internes graves du bois et donc à la mort des  arbres affectés, et qui rendent leur gestion extrêmement difficile ou inefficace par les méthodes classiques d'application des pesticides.

### Arboriculture fruitière et viticulture
Dans le passé et récemment, l'injection de pesticides et d'activateurs de résistance des plantes dans le tronc des arbres a été étudiée en agriculture pour lutter contre des agents pathogènes et des insectes ravageurs des cultures d'arbres fruitiers et de vigne.
Parmi les maladies et ravageurs les plus étudiés figurent ceux de l'avocatier, du pommier,, et de la vigne, tels que chez l'avocatier, la pourriture des racines (Phytophthora cinnamomi) et le thrips, (Scirtothrips perseae), chez le pommier, le feu bactérien (Erwinia amylovora) et la tavelure (Venturia inaequalis), la tordeuse à bandes obliques (Choristoneura rosaceana) et le carpocapse (Cydia pomonella) et chez la vigne, le mildiou (Plasmopara viticola) et l'oïdium (Uncinula necator).
Les pommiers sont particulièrement intéressants comme modèle de recherche en agriculture, car il est connu que la production de pommes nécessite des programmes intensifs de pulvérisation pour lutter contre le champignon Venturia inaequalis nécessitant pas moins de 15 à 20 pulvérisations de fongicides par saison en climat humide,.
Par conséquent, l'injection de pesticides dans le tronc est considérée comme une option pour une application précise de composés chimiques qui permet de réduire l'impact négatif des pertes de pesticides entraîné par la dérive dans le milieu environnant, qui se produisent après chaque pulvérisation,.
Outre les conséquences négatives pour l'environnement d'applications fréquentes de pesticides,
le traitement par injection des ceps de vigne est étudiée en viticulture pour lutter contre des agents pathogènes à la biologie difficile qui infectent et détruisent les tissus ligneux et qui ne peuvent pas être maîtrisés efficacement par des pulvérisation de fongicides sur le feuillage.
Le traitement par injection dans le tronc des orangers atteints de la maladie du dragon jaune ou greening, maladie bactérienne due à Candidatus Liberibacter spp., a été étudié à La Réunion dès les années 1970. Il s'agissait d'injecter sous pression un antibiotique, une solution de pénicilline G ou de tétracycline. Les résultats ont montré une bonne diffusion des antibiotiques dans les arbres et une spectaculaire rémission des symptômes ainsi qu'une augmentation  sensible des rendements, mais ces résultats n'ont pas duré au-delà de la première année malgré le renouvellement des injections. La tétracycline s'est montré plus efficace mais ne peut constituer une méthode de lutte à long terme contre la maladie à cause, entre autres, des risques de réinfestation par les insectes vecteurs. En outre, l'utilisation des antibiotiques en agriculture est interdite en France à cause des risques d'apparition de phénomènes de résistance.

### Arboriculture d'ornement
L'endothérapie peut être efficace dans la lutte contre la mineuse du marronnier (Cameraria ohridella) par injection à la base du tronc de benzoate d'émamectine, molécule dérivée de l'avermectine. Ce traitement permet de protéger les arbres pendant trois ans. Des essais menées en Suisse ont montré que les résidus d'émamectine dans le pollen étaient quasi-indétectables une année après le traitement.
La cochenille pulvinaire de l'hortensia (Eupulvinaria hydrangeae) infeste les arbres d'alignement dans les parcs et avenues en Belgique depuis les années 1980. La lutte contre cette cochenille a fait l'objet d'essais de traitement par injection dans les troncs d'insecticides systémiques (monocrotophos et acéphate) qui se sont révélés concluants.
Les traitements par injection de benzoate d'émamectine pour protéger les palmiers contre le charançon rouge (Rhynchophorus  ferrugineus) sont autorisés en France depuis 2014.
La lutte contre la chlorose ferrique (ou de chloroses dues à des carences en magnésium ou en zinc qui donnent des symptômes similaires)  peut se faire de manière efficace par injection dans le tronc de sels appropriés.